# Exomis
Exomis é um género botânico pertencente à família Amaranthaceae.

## Espécies
- Exomis atriplecoides'
- Exomis axyrioides
- Exomis axyrioides
- Exomis microphylla
  - Exomis microphylla var. axyrioides	Aellen
  - Exomis microphylla var. microphylla	Aellen
- Exomis oxyrioides